# 山田幸男 (藻類学者)
山田 幸男（やまだ ゆきお、1900年8月14日 - 1975年7月6日）は日本の藻類学者である。

## 略歴
京都に生まれた。家族と東京に移り、東京府立一中、第一高等学校から東京帝国大学植物科で学んだ。早田文蔵に藻類の研究をすることを薦められ、海草の研究に取り組み、岡村金太郎の指導を受けた。1928年から2年間欧米留学の後、1930年に北海道大学に新たに設立された理学部の教授となった。日本における藻類研究のパイオニアとして働いた。1952年に設立された日本藻類学会の初代会長となり1965年まで会長を務めた。1962年に北海道大学理学部長も務めた。
1960年に北海道新聞文化賞、1964年に北海道文化賞を受賞した。
コナハダ科の藻類の属名、Yamadaella（ハイコナハダ属）やコノハノリ科 の藻類の属名、Yamadaphycus（コノハノリモドキ属 ）などに献名された。

## 著作
- 『藻類』　岩波講座生物学 1931年
- 『分類植物学，上巻』養賢堂 1935年
- 『コンブ，理学モノグラフ10』北方出版社 1948年